# Знаме на Антарктида
Антарктида е ничия земя, там няма власт никоя от държавите, дори от великите световни икономически или военни сили. В тази част на света времето като че ли е спряло и ледовете властват над всичко, но все пак има изследователски екипи с учени, които са там по няколко месеца в годината. Те желаят да имат свой собствен флаг, който да е и флаг на ледената земя.

## Най-известни проекти
Има много хора, правили и правещи проекти на флага, който да ползва приказната южна земя Антарктида, но само 2 са по-известни и са спечелили почитатели.

### Греам Бартън
Според Греам Бартън дизайнът на знамето, ползвано от ООН, е идеалният модел. Дизайнът с континентът на светлосин фон символизира неутралитет, което показва, че това е ничия земя.

### Уитни Смит
Според Уитни Смит флагът трябва да е с цветове, високо контрастиращи на белия фон, характерен за Антарктида, като например оранжево.
За емблема тя предлага буквата 'A', която на повечето азбуки се изписва по един и същи начин, поставена върху южния полюс и държана от 2 ръце.